# Mount Vernon, South Dakota
Mount Vernon är en ort i Davison County i delstaten South Dakota, USA.